# 黒澤潤三
黒澤 潤三 （くろさわ じゅんぞう、1894年7月27日 - 1966年9月10日）は、日本の医師。第9代日本医師会会長。

## 人物
埼玉県野上村(現長瀞町)出身。東京帝国大学医学部卒業。専門は眼科学。東京女子医専（現東京女子医科大学）講師、日本医科大学教授を経て、1927年、小川眼科病院長。1945年、日本眼科医会会長、1954年、第9代日本医師会会長を歴任。